# بريسباني (كاليفورنيا)
بريسباني (بالإنجليزية: Brisbane)‏ هي إحدى مدن مقاطعة سان ماتيو، كاليفورنيا. تم إعطاءها لقب مدينة في 27 نوفمبر، 1961.